# Prijedor
Prijedor je grad u sjeverozapadnom dijelu Bosne i Hercegovine, na obali rijeke Sane, te brežuljcima kojima se planina Kozara spušta u Prijedorsko polje. Područje grada zauzima 834 km², a samo gradsko središte se nalazi na nadmorskoj visini od 132 m. Prijedor je, iza Banje Luke, drugi po veličini a treći po broju stanovnika u RS.
Dan Grada je 16. svibnja. 

## Zemljopis
Reljef je promjenljivog karaktera pa se na području grada mogu izdvojiti tri različita područja.
- Nizinsko područje, koje obuhvaća doline rijeka Sane, Gomjenice i ribnjaka Saničana. Veličina ovog područja iznosi oko 16.000 hektara.
- Brežuljkasto područje, koje obuhvaća podnožje planine Kozare, te blaži brežuljkasti predio prema Majdanskim planinama. Veličina ovog područja iznosi oko 38.000 hektara.
- Brdovito područje, koje obuhvaća predjele planine Kozare i dijelove mjesne zajednice Ljubije. Ovo područje je uglavnom pokriveno šumama, a površine je oko 30.000 hektara.

Tip zemljišta varira. Dominantna zemljišta su u tipu pseudogleja, aluvijalna zemljišta, smeđe degradirana zemljišta na glinama, smeđa kisela, te smeđa karbonatna zemljišta. Jedan dio navedenih zemljišta su niske prirodne plodnosti, a njihova opća karakteristika je slaba obezbijeđenost potrebnim biljnim hranjivima, visoka kiselinska vrijednost. Na osnovi podataka Republičke geodetske uprave, područna jedinica Prijedor, na teritoriju Grada Prijedora postoji 12.986 posjednika zemljišta, čija je prosječna veličina posjeda 3,75 ha. Ukupne zemljišne površine su podijeljene na 86.878 parcela, prosječne veličine 0,55 ha. Prema podatcima poljodjelske službe, poljodjelskom proizvodnjom se bavi oko 13.000 domaćinstava, što predstavlja oko 50% ukupnog stanovništva. Šumsko zemljište na području Grada Prijedora zauzima površinu od 29.380,20 hektara, od čega je u privatnom sektoru 12.362,80, dok je u društvenom sektoru 17.017,40 ha šumskog zemljišta.

## Stanovništvo
Prema popisu stanovništva iz 1991. godine, teritorij grada Prijedora odnosno tadašnja općina Prijedor imala je 112.543 stanovnika, raspoređenih u 71 naselju.
| Stanovništvo općine Prijedor |                  |                  |                  |
| godina popisa                | 1991.            | 1981.            | 1971.            |
| Muslimani                    | 49.351 (43,85 %) | 42.129 (38,69 %) | 39.190 (40,02 %) |
| Srbi                         | 47.581 (42,27 %) | 45.279 (41,59 %) | 46.487 (47,47 %) |
| Hrvati                       | 6316 (5,61 %)    | 7297 (6,70 %)    | 8845 (9,03 %)    |
| Jugoslaveni                  | 6459 (5,73 %)    | 10.556 (9,69 %)  | 1458 (1,48 %)    |
| ostali i nepoznato           | 2836 (2,51 %)    | 3607 (3,31 %)    | 1941 (1,98 %)    |
| ukupno                       | 112.543          | 108.868          | 97.921           |

#### Prijedor (naseljeno mjesto), nacionalni sastav
| Prijedor           |                  |                  |                |
| godina popisa      | 1991.            | 1981.            | 1971.          |
| Srbi               | 13.927 (40,21 %) | 10.478 (35,58 %) | 9454 (42,54 %) |
| Muslimani          | 13.388 (38,65 %) | 10.173 (34,54 %) | 9433 (42,44 %) |
| Hrvati             | 1757 (5,07 %)    | 1689 (5,73 %)    | 1727 (7,77 %)  |
| Jugoslaveni        | 4282 (12,36 %)   | 6465 (21,95 %)   | 1063 (4,78 %)  |
| ostali i nepoznato | 1281 (3,69 %)    | 644 (2,18 %)     | 546 (2,45 %)   |
| ukupno             | 34.635           | 29.449           | 22.223         |

## Demografske karakteristike
Demografska slika Prijedora se naglo mijenjala. Od oko 6000 stanovnika 1948., Prijedor 1971. ima 22 129 stanovnika i preko 29 000 stanovnika 1981., dok je na popisu 1991. bilo točno 34 635 stanovnika. Prijedorski Srbi, mahom došljaci iz Crne Gore i Šapca, su se naseljevali u gradu Prijedoru i okolici kroz stoljeća kao timari i martolozi, da bi na zadnjem popisu imali relativnu većinu, iako se dosta prijedorskih Muslimana izjašnjavalo Jugoslavenima, pa je zbog toga ta većina upitna. Prema najnovijim podacima u općini je trenutno nastanjeno 94.096 stanovnika, od čega je 48 % gradsko, a 52 % seosko stanovništvo. Šareno podrijetlo imaju i Bošnjaci, npr. oni iz sela Rakovčani su mahom izbjegli iz Beograda s Rakovice, oni iz sela Bišćani imaju podrijetlo s podrčja Bihaća, dio naselja Raškovac – iz Sandžaka (Raška), Ljubija – selo Islam kod Zadra – Ravni kotari, Pećani (mahala) s Metohije iz Peći a oni iz sela Kamičani pak iz mjesta Kamičak kod Ključa na rijeci Sani. Hrvati s prijedorskog kraja imaju također različita podrijetla, dio ih je doselio iz Hrvatske u vrijeme austrijske vlasti dok drugi dio ima autohtono japransko ili sansko podrijetlo. Dio lokalnih potkozarskih Srba također ima autohtono podrijetlo kao i nekoliko bošnjačkih obitelji iz Kozarca i Čarakova. Grad Prijedor od vremena austrougarske vlasti ima značajnu ukrajinsku nacionalnu manjinu. Selo Trnopolje je dobilo ime po središnjem gradu galicijskih Ukrajinaca – Ternopolu. Pored Ukrajinaca, Prijedor ima značajnu romsku nacionalnu manjinu, koja je najbrojnija u samom gradu – zatim, češku i slovensku manjinu. U gradu su također nastanjeni, iako malobrojni – talijanski, kineski i albanski poduzetnici, a ranije prije 1940. godine – u gradu je živjelo nekoliko židovskih obitelji, zatim Mađara i Nijemaca. U periodu SFRJ, u Prijedor se doselilo i nekoliko obitelji iz zemalja nesvrstanih, kao medicinara – liječnika i slično. 
Usporedbom popisa od 1971. do 1991. može se primijetiti da je broj Srba u općini ostao relativno isti, broj Muslimana rastao da bi 1991. godine postali relativna većina, a broj Hrvata neprestano opadao.    
Jedan od razloga opadanja broja Hrvata je i taj što je nekadašnja općina Ljubija, koja je imala većinsko hrvatsko stanovništvo, 1960-tih godina podijeljena između općina Prijedor i Sanski Most, pa je većina u Ljubiji, samim tim postala manjina u novim općinama, a ljubijski kraj izgubio mogućnosti za dalji ekonomski razvoj.

## Naseljena mjesta
Naseljena mjesta Grada Prijedora obuhvaća 71 naselje koja su organizirana u 49 mjesnih zajednica:
Ališići, 
Babići, 
Bistrica, 
Bišćani, 
Božići, 
Brđani, 
Brezičani, 
Briševo, 
Busnovi, 
Cikote, 
Crna Dolina, 
Čarakovo, 
Čejreci, 
Čirkin Polje, 
Ćela, 
Dera, 
Donja Dragotinja, 
Donja Ravska, 
Donji Garevci, 
Donji Orlovci, 
Donji Volar, 
Gaćani, 
Gomjenica, 
Gornja Dragotinja, 
Gornja Jutrogošta, 
Gornja Puharska, 
Gornja Ravska, 
Gornji Garevci, 
Gornji Jelovac, 
Gornji Orlovci, 
Gornji Volar, 
Gradina, 
Hambarine, 
Hrnići, 
Jaruge, 
Jelićka, 
Jugovci, 
Kalajevo, 
Kamičani, 
Kevljani, 
Kozarac, 
Kozaruša, 
Krivaja, 
Lamovita, 
Ljeskare, 
Ljubija, 
Malo Palančište, 
Marićka, 
Marini, 
Miljakovci, 
Miska Glava, 
Niševići, 
Ništavci, 
Omarska, 
Orlovača, 
Pejići, 
Petrov Gaj, 
Prijedor, 
Rakelići, 
Rakovčani, 
Raljaš, 
Rasavci, 
Rizvanovići, 
Saničani, 
Šurkovac, 
Tisova, 
Tomašica, 
Trnopolje, 
Veliko Palančište, 
Zecovi i 
Žune.
Na području Brčko distrikta postoji selo istog imena "Prijedor", gdje postoji nogometni klub "Dinamo Prijedor". 

## Povijest
Prvi put u povijesnim dokumentima kršćanske europske literature Prijedor se, kao zemljana utvrda, spominje u pismima grofa Adama Batthányja za vrijeme Velikog bečkog rata, od 1683. do 1699. godine. Međutim, pordručje pokazuje tragove života još iz vremena prapovijesti (gradina Zecovi), kao i dolaska Rimljana (nekropola Rakovčani) na ove prostore. U srednjem vijeku se u blizini nalazi mađarski slobodni kraljevski grad Kozarac (mađ. Kazar) koji je ime dobio po tada naseljenim Hazarima iz središnje Panonije (mađarski naziv za Hazare je "Kazarok"). Od doseljenja Mađara, Bošnjaka i Hrvata do osmanskog osvajanja, okolni prostor je bio pod upravom Hrvatskog Kraljevstva, Mađarske i Kraljevine Bosne izuzetno kratko vrijeme a od 12. stoljeća je i dio Zagrebačke županije i biskupije.
Grad Pridor je nikao na malom otoku sanskog rukavca Bereka koji je antropogene – umjetne prirode, prvotno poluotok. Prvi stanovnici su bili iseljeni Bunjevci i Bošnjaci iz Like i Udbine (tada Hudbina) čije podrijetlo seže do oblasti Rame i Fojnice (tada Hvojnica) ali i na jug – na rijeku Bunu – to su obitelji Suljanovići, Crnalići, Hergići, Kapetanovići, Hadžipašići i Babići.  
Nakon Bečkih ratova 1683. – 1699. na mjestu današnjeg Prijedora je bilo 50 tradicionalnih bošnjačkih drvenih kuća tzv. hiža, s četverovodnim strmim krovom, pokrivenim šindrom a mjesto je bilo mnogo manje od susjednog Kozarca, udaljenog 12 km na putu prema Banjoj Luci. Za utemeljitelja grada smatra se Hadži Pašo Hudbinski koji je bio paša na teritoriji Udbine gdje je imao svoju utvrdu i čardak. On se po pučkom predanju na povratku s Hadždža (hodočašća) iz Meke nastanio sa svojom obitelji između dva potoka – Puharske i Majkovače i to na mjestu gdje su se iste gotovo paralelno uljevale u rijeku Sanu. Učinio je to nakon što je prenoćio u nekom konaku u Kozarcu u utvrdi gdje je doznao da je Lika pala i da je ostao bez posjeda. Njegovi potomci su za vrijeme turske vlasti bili Kapetani grada tj. Pridorske kapetanije. Godine 1717., poslije Karlovačkog mira Prijedor uz nekoliko drugih naselja u bivšoj povjesnoj regiji Dolnji Kraji (Donji Krajevi) kao što su Kozarac i Novi, dobiva svoju kapetaniju.  
Te 1717. počinje reorganizacija Prijedora, a 1739. je utemeljen kao jedan od mlađih gradova u Bosni. Tada počinje i njegov uspon, jer nakon pada Slavonije i Like za vrijeme Bečkih ratova 1683. – 1699. počinje i njegov ekonomski razvoj ali i doseljenje islamiziranih Mađara tj. "Hunđurovaca" gdje nastaje kvart – mahala Urije (utrine). Omarska je dobila ime po lokalnom zemljoposjedniku Omerbegu, pa se i nazivala Omerska. 
Ban Jelačić je prema usmenom predanju došao sa sjevera iza pravca Dubice, nadomak Pridora, tijekom sukoba na području Novog Grada (turski: Yeni Šehir). Htio je da ikoristi priliku dok u Pridoru nije bilo muške populacije jer su isti bili na novigradskom bojištu, i zauzme rad koji za razliku od Novog Grada, Kostajnice, Dubice i Gradiške nikada nije pao pod austrijsku vlast. Uvidjevši šta im se sprema pridorčanke iz starog grada, utvrde – popele su se na bedeme i zidine, zasposjele topove i započele obranu grada.  Ban Jelačić je stajao na mjestu današnjeg gradskog stadiona koje je bila obradiva livada, kasnije prozvano Mejdan (tur. bojište). Smatrajući da se radi o zasjedi i trik potezu, povukao se a zapisano je ostalo sljedeće: "Kad su pridorske ženskinje ovako hrabre, mi tu nemamo što tražiti." 
Jedan događaj će bitno izmijeniti izgled i budućnost grada. Naime, kroz Prijedor će 1873. godine proći prva željeznička pruga u Bosni i Hercegovini, koja će spajati Banju Luku i Dobrljin (njem. Doberlin) u pokušaju Turske da se veže sa Zapadom. Grad se vrlo brzo počeo širiti ka sjeveroistoku utapajući u sebe mahale Urije, Majkovaču i Puharsku, a riječni promet će vremenom biti zamijenjen željezničkim. Prilikom projektovanja pruge, iz lokalne kavane upucan je francuski projektant dok je izlazio iz tvrđave prijeko mosta na zagradskoj strani utvrde. Bio je to veliki skandal posebice za prijestolni Carigrad, koji je tada gajio dobre odnose s Bečom i Budimom. Lokalno stanovništvo je sav svoj gospodarstveni feudalni sustav baziralo na plovidbi i riječnom transportu a uvidjevši da će pruga uništiti njihove obrte, i politički gledano na mala vrata uvesti kršćansku Austriju u Pridor, došlo je do nemilog događaja.  
Brojni ustanci srpskog stanovništva tokom sredine 19. stoljeća, od kojih je jedan od veći bio i na Kozari, doveli su do odluke velikih europskih sila na Berlinskom kongresu 1878. godine da se Austro-ugarskoj dodjeli mandat za okupaciju BiH. I pored sporednih borbi na teritoriju BiH, Austrougarska vojska bez borbe ulazi u Prijedor 6. rujna 1878. godine a u isto vrijeme cijeli kvart Majkovača i mnoge bošnjačke obitelji zauvijek napuštaju grad i odlaze na istok prema Carigradu. Umjesto feudalne imperije pojavljuje se kapitalistička, koja stanovništvu ovog kraja ne riješava osnovna egzistencijalna pitanja. Grad počinje ubrzani razvitak a prvim popisom iz 1879. godine naselje Prijedor  (Priedor) s pripadajućim mahalama je imalo 4681 stanovnika.
Drugi značajni datum u povjesti Prijedora je 1882. godina kada je grad u jednoj noći i jednom velikom požaru izgubio gotovo 120 stambenih objekata, osnovnu školu, pravoslavnu crkvu brvnaru koju je dao izgraditi Mehmed kapetan pridorski. Zbog toga će austrijske vlasti 1901. godine donijeti prvi urbanistički plan grada po kome će se grad graditi u suvremenom duhu srednjoeuropskih gradova. Austrijske vlasti naredile su rušenje zapadne, južne i istočne strane zidina utvrde pridorske s pratećim bedemima i kulama i baruthanom a s kamenjem je popločan dio ulica u srpskom dijelu grada tzv pravoslavnoj varoši koja je izgorjela u pomenutom požaru. Vatrogasne postrojbe iz Banja Luke i Siska su dva dana gasile požar. Diljem središnje Hrvatske organizirana je pomoć i prikupljanje sredstava za Prijedor. Ipak, stari dio grada unutar utvrde okruen vodom je ostao očuvan. Kao i čaršijska džamija koja se nalazila u blizini utvrde u kvartu Čaršija, izvan zidina. Vjernici su naime, organizirano iz ruke u ruku, lančano, dopremali vodu u posudama i polijevali džamiju i susjednu cestu kako bi je spasili od vatre – što im je i pošlo za rukom. Širenju požara doprinio je i umjeren i jak sjeverni vjetar. 
Na mjestu javne kupaone (gusulhana) unutar zidina nakon rušenja istih izgrađena je veća zgrada koja će tokom britanskog granatiranja tijekom 1944. godine biti pogođena iako je bila prenamijenjena u dječje sirotište. Mjesto stradanja pomenute djece nikada nije obilježeno. 

### Prijedor u vrijeme agresije na Republiku Bosnu i Hercegovinu 1991-1995.
Prijedor je nakon Srebrenice drugo najveće mjesto masovnog stradanja Bošnjaka muslimana i prvo kada su u pitanju Hrvati u Bosni i Hercegovini za vrijeme agresije na RBiH od 1992. do 1995. godine. U prijedorskoj općini do sada je otkriveno oko 50 masovnih grobnica prijedorskih Bošnjaka i Hrvata, u kojima je do sada pronađeno oko 900 tijela, od kojih je oko 500 indetificirano. Gotovo čitavo nesrpsko stanovništvo grada je prognano a mnogi su završili u obližnjim koncentracijskim logorima Omarska i Keraterm. Prema podacima Komisije za nestale osobe procjenjuje se da je oko 3300 Bošnjaka i Hrvata ubijeno na prostorima u i oko Prijedora.
Tek nakon grobnice Tomašice moglo se točno utvrditi što je skrivala masovna grobnica Jakarina kosa, jer se jedino tad moglo uopće obaviti usporedbu pronađenih ostataka. Pokazalo se da su ostaci tijela istih osoba bila skrivena u dvjema masovnim grobnicama. Jakarina kosa spada u tkz. sekundarne masovne grobnice, koje su nastale kao pokušaj vojnih i civilnih vlasti bosanskih Srba da 1995. i 1996. godine prikriju dokaze o masovnim zločinima počinjenim tijekom rata, posebice u istočnoj Bosni. Prije ovih istraživanja utvrđeno je da su onamo naknadno prenošeni i pokapani posmrtni ostatci stotina Bošnjaka i Hrvata koje su ubili pripadnici Vojske RS i paravojne postrojbe na području Prijedora. 
Tijela ubijenih prvo su pokapali u površinskom kopu rudnika Tomašice. Ta je masovna grobnica pronađena je tek 2013. godine i ondje su nakon iskapanja pronađena tijela 401 žrtve. Nešto ranije znalo se za masovnu grobnicu u Jakarinoj kosi zbog čega je ondje znatno prije napravljena prva ekshumacija, još 2001. godine. Onda je ondje pronađeno je 298 posmrtnih ostataka. Poslije se utvrdilo da nije pretražena cijela površina na kojoj su pokapana tijela žrtava koja su prenesena iz Tomašice. Zbog toga je na osnovi dodatnih analiza naložena nova ekshumacija, koja traje od lipnja 2015. godine.
2. rujna 2015. u novoj ekshumaciji forenzičari su tijekom dvomjesečne potrage pronašli više od osamdeset posmrtnih ostataka žrtava. Pronađen je jedan cijeli kostur, a ostalo su kosturi u djelovima koje tek treba identificirati. Zbog mina i eksploziva pobacanog u masovnu grobnicu istražitelji su morali biti posebno oprezni.

## Gospodarstvo
Jedan od važnijih gospodarskih čimbenika u općini je rudnik željezne rude "Ljubija" u istoimenoj prijedorskoj općini. Postrojenja druge po veličini tvornice papira u Europi "Celpak Prijedor", poslije KNP Laykam, su za vrijeme rata u Bosni i Hercegovini rastavljena i odzvezena. Osim ove, na području općine se nalazi više privatnih tvrtki čiji je gospodarski značaj u zadnjih desetak godina znatno porastao. 

## Poznate osobe
- Mladen Stojanović, narodni heroj, zapovjednik Drugog krajiškog odreda i organizator ustanka u Potkozarju
- Sreten Stojanović, kipar
- Mira Cikota, narodni heroj
- Živko Radišić, političar
- Duško Tadić, političar i ratni zločinac
- Esad Jogić, hrvatski književnik
- Halid Muslimović, glazbenik
- Zdenka Trach, hrvatska kazališna, televizijska i filmska glumica
- Esad Midžić, narodni heroj
- Muharem Suljanović, narodni heroj
- Josip Iličić, slovenski nogometaš
- Nebojša Grahovac ,rukometni golman reprezentacije BIH.
- Idriz Hošić, bivši nogometaš Partizana i reprezentacije Jugoslavije.
- Zlatan Arnautović, rukometni golman reprezentacije SFRJ, olimpijski pobjednik 1984. godine[2]

## Spomenici i znamenitosti
Na području općine se nalazi Nacionalni park Kozara čiji je povijesni značaj naglašen spomenicima žrtvama Drugog svjetskog rata na vrhovima Mrakovica (804 m) i Patrija. Najstarija monoteistička bogomolja je bila rimokatolička crkva u župi Puharska koja je nestala nakon Turske okupacije te one na području starog Kozarca koji se nalazio na vrhu Kozarački kamen. Najstarija, postojeća monoteistička bogomolja na području samog Prijedora jeste džamija Sultan Mahmudija u Starom gradu izgrađena 1747. godine.Porušena je 1992. godine kao i svih preostalih 30 džamija te katoličkih crkvi i kapela od kojih je značajna ona u okolici Kozarca tzv. Mehmedova crkva. Pomenuta džamija kao i sam Stari grad nisu obnovljeni u izvornom obliku. Bošnjaci iz Kozarca su obnovili Mehmedovu crkvu.  
O vremenu gradnje džamije Sultan Mahmudije u starom gradu u Prijedoru svjedočio je natpis na kamenoj ploči veličine 27 x 34 cm smještenoj nad ulazom u džamiju uklesan na arapskom jeziku. Natpis je ispisan u dva reda krupnim neshi pismom.  
„Dobrotvor Sultan Mahmud-han
Neka njegova vladavina vajk traje.
Godine tisuću stotinu i šezdesete va misecu šabanu.“(1160 = 1747)  

## Obrazovanje
Prvi oblici organiziranog obrazovnog procesa datiraju još iz 19. stoljeća. Tako je već 1834. godine Prijedor imao osnovnu školu kao najstariju osnovnu svjetovnu školu u BiH, koja je kasnije s tzv. Komunalnom školom (osnovana 1898. godine) 1919. godine prerasla u Državnu školu – kasnije – Gimanziju. Najznačajnija školska institucija, prijedorska Gimnazija osnovana je 1923. godine na zemljištu Suljage Suljanovića koji je istu uvakufio za izgradnju škole a u periodu poslije Drugog svjetskog rata postojala je i Ženska zanatska škola. Danas na području Grada radi 11 osnovnih i 6 srednjih škola a tu su i osnovna i srednja glazbena škola, te specijalna škola za djecu ometenu u razvoju. Ne treba zaboraviti ni predškolsku ustanovu Dječji vrtić "Radost". Prijedor ima i visokoškolske ustanove, kao što su Visoka medicinska i Visoka škola za Ekonomiju i Informatiku, te Rudarsko-geološki odsjek Tehnološkog fakulteta na banjolučkom sveučilištu.

## Kultura
Na području Grada Prijedor uspješno rade dvije ustanove koje prema pozitivnim zakonima se financiraju iz budžeta Ministarstva prosvjete i kulture Republike Srpske i budžeta Grada. 
To su:
- Narodna biblioteka «Ćirilo i Metodije» Prijedor
- Muzej Kozare Prijedor
- Kazalište «Prijedor» Prijedor
- Galerija "Sreten Stojanović"  i
- Javna ustanova „Centar za prikazivanje filmova“ Prijedor Mladen Stojanović narodni heroj, Trg Oslobođenja

Trenutno na prostoru općine Prijedor aktivno rade sljedeća kulturno-umjetnička društva i udruženja:
- SKUD «Dr. Mladen Stojanović» Prijedor
- KUD «Kozara» Prijedor
- BKUD «Osman DŽafić» Puharska
- SPCPD «Vila» Prijedor
- KUD «Kozara» Donja LJubija
- KUD „Omarska“ Omarska
- BKUD «Kozara» Kozarac
- KUD „Čigre“  Ćela
- KUD „Milan Egić“ Brezičani
- KUD „Saničani“ Saničani
- BKUD „Brdo“ Hambarine
- UMU  RS „Atma“ Prijedor
- Udruženje književnika RS, Podružnica Prijedor
- Udruženje likovnih umjetnika Prijedor

## Sport
Prvi zapisi o sportskim aktivnostima na području općine bilježe iz 1907. godine kada je osnovano društvo tjelesnog obrazovanja "Srpski Sokol". Najstariji prijedorski klubovi su teniski klub "Prijedor" iz 1914. godine i nogometni klub Prijedor osnovan 1919.
FK Rudar, osnovan 1928. godine. Trenutačno se natječe u Prvoj ligi Republike Srpske.

Na području Grada Prijedora, šport je zastupljen dugi niz godina, a pojedini športovi se igraju gotovo cijelo jedno stoljeće. Svojim postojanjem i zalaganjem u športskim klubovima, dali su nemjerljivi pečat prijedorskom športu i samom gradu, ali i diljem svijeta. Veliki je broj športista iz Prijedora dao  izuzetan doprinos u gotovo svim granama športa.

## Vanjske poveznice
- Službena stranica općine Prijedor
- Vijesti i fotografije grada
- GradPrijedor.com – Portal grada Prijedora
- Knjiga: "Nacionalni sastav stanovništva - Rezultati za Republiku po opštinama i naseljenim mjestima 1991.", statistički bilten br. 234, Izdanje Državnog zavoda za statistiku Republike Bosne i Hercegovine, Sarajevo.
- internet - izvor, "Popis po mjesnim zajednicama" - http://www.fzs.ba/wp-content/uploads/2016/06/nacion-po-mjesnim.pdf